# Elaphoglossum martinezianum
Elaphoglossum martinezianum är en träjonväxtart som beskrevs av A. Rojas. Elaphoglossum martinezianum ingår i släktet Elaphoglossum och familjen Dryopteridaceae. Inga underarter finns listade.